# Ахмад Ель-Саєд
Ахмад Ель-Саєд (араб. أحمد السيد, нар. 30 жовтня 1980, Каїр) — єгипетський футболіст, що грав на позиції центрального захисника, зокрема за клуб «Аль-Аглі», з яким чотири рази вигравав Лігу чемпіонів КАФ, а також за національну збірну Єгипту, у складі якої — володар Кубка африканських націй. 

## Клубна кар'єра
Народився 30 жовтня 1980 року в Каїрі. Вихованець футбольної школи клубу «Аль-Аглі». Дорослу футбольну кар'єру розпочав 2000 року в основній команді того ж клубу, в якій провів дванадцять сезонів, взявши участь у 178 матчах чемпіонату. За ці роки здобув низку національних та міжнародних трофеїв, зокрема шість разів вигравав чемпіонат Єгипту та чотири рази ставав переможцем Ліги чемпіонів КАФ.
Згодом з 2012 по 2015 рік грав за «Телефонат» та «Міср-Ель-Макаса», а завершував ігрову кар'єру в александрійському «Аль-Іттіхаді», за який виступав протягом 2015—2017 років.

## Виступи за збірну
2004 року дебютував в офіційних матчах у складі національної збірної Єгипту.
Був включений до заявки збірної на домашній для Єгипту Кубок африканських націй 2006 року, до команда здобула титул континентальних чемпіонів, а Ель-Саєд провів усі матчі на лаві для запасних.
Загалом протягом кар'єри у національній команді, яка тривала 6 років, провів у її формі 8 матчів.
| Дата       | Місто       | Господарі | Результат | Гості             | Турнір            | Голи | Примітки |
| ---------- | ----------- | --------- | --------- | ----------------- | ----------------- | ---- | -------- |
| 31-03-2004 | Каїр        | Єгипет    | 2 – 1     | Тринідад і Тобаго | товариський матч  | -    |          |
| 24-05-2004 | Каїр        | Єгипет    | 2 – 0     | Зімбабве          | товариський матч  | -    | 46'      |
| 29-05-2004 | Каїр        | Єгипет    | 2 – 0     | Габон             | товариський матч  | -    | 46'      |
| 06-06-2004 | Омдурман    | Судан     | 0 – 3     | Єгипет            | Відбір до ЧС 2006 | -    | 84'      |
| 20-06-2004 | Александрія | Єгипет    | 1 – 2     | Кот-д'Івуар       | Відбір до ЧС 2006 | -    | 81'      |
| 05-01-2006 | Александрія | Єгипет    | 2 – 0     | Зімбабве          | товариський матч  | -    | 46'      |
| 19-11-2008 | Каїр        | Єгипет    | 5 – 1     | Бенін             | товариський матч  | -    |          |
| 23-01-2009 | Каїр        | Єгипет    | 1 – 0     | Кенія             | товариський матч  | -    | 46'      |
| Усього     |             | Матчів    | 8         |                   | Голів             | 0    |          |

## Титули і досягнення
- Чемпіон Єгипту (6):

«Аль-Аглі»: 2004-2005, 2005-2006, 2006-2007, 2007-2008, 2008-2009, 2010-2011
- Володар Кубка Єгипту (4):

«Аль-Аглі»: 2001, 2003, 2006, 2007
- Переможець Ліги чемпіонів КАФ (4):

«Аль-Аглі»: 2001, 2005, 2006, 2008
- Володар Суперкубка КАФ (4):

«Аль-Аглі»: 2002, 2006, 2007, 2009
- Володар Кубка африканських націй (1):

2006